# DNMT3A
DNMT3A（DNA (cytosine-5)-methyltransferase 3 alpha）は、DNA中の特定のCpG配列のシトシンに対するメチル基の転移を触媒する酵素であり、ヒトではDNMT3A遺伝子にコードされる。この過程はDNAメチル化と呼ばれる。
DNMT3AはDNAメチルトランスフェラーゼファミリーのメンバーであり、他の主要なメンバーにはDNMT1、DNMT3Bがある。
この酵素はde novo DNAメチル化を担い、エピジェネティックなメチル化パターンを正確に複製する維持DNAメチル化（maintenance DNA methylation）とは区別される。de novo DNAメチル化は両親から子孫へ受け継がれるメチル化パターンに変更を加えるもので、細胞分化や胚発生、転写調節、ヘテロクロマチン形成、X染色体不活性化、ゲノムインプリンティング、ゲノム安定化などの過程に必要不可欠な修飾である。

## 遺伝子
ヒトのDNMT3A遺伝子は2番染色体の2p23に位置し、23個のエクソンから構成され、約130kDaのタンパク質をコードする。ヒトとマウスホモログ間ではアミノ酸配列の98%が同一である。
マウスではスプライシングによって、Dnmt3a1とDnmt3a2という2つの主要なアイソフォームが生じる。これらのアイソフォームは異なる細胞種に存在している。

## タンパク質構造
DNMT3Aは、Pro-Trp-Trp-Pro（PWWP）ドメイン、ATRX-DNMT3-DNMT3L（ADD）ドメイン、そして触媒を行うメチルトランスフェラーゼドメイン、という3つの主要なタンパク質ドメインから構成される。ADDドメインはメチルトランスフェラーゼドメインの阻害因子として機能し、ヒストン H3のメチル化されていないリジン4番残基（H3K4me0）へ結合することで阻害が解除される。このように、このタンパク質にはヒストンを標的としたメチル化制御機構が存在するようである。メチルトランスフェラーゼドメインは高度に保存されており、原核生物との間でさえも保存性がみられる。

## 機能
DNMT1はDNAの維持メチル化を行うのに対し、DNMT3AとDNMT3Bは維持メチル化（DNMT1の誤りの修正）とde novoメチル化の双方を行う。DNMT1をノックアウトしたヒトのがん細胞でも、DNAのメチル化パターンは遺伝し維持される。DNMT3はメチル化されていないDNA基質とヘミメチル化（一方の鎖のみのメチル化）基質に対し同等の親和性を示すが、DNMT1はヘミメチル化DNAに対して10–40倍の選択性がみられる。これらのことからDNMT3は非メチル化DNAとヘミメチル化DNAの双方に結合し、維持メチル化とde novoメチル化をどちらも行っていると考えられる。
de novoメチル化はDNMT3Aの主要な活性であり、導入部で述べたさまざまな過程に必須である。ゲノムインプリンティングは哺乳類で単為生殖を防ぐ役割があり、有性生殖を強制するとともに遺伝や系統発生にも複数の影響を与える。DNMT3Aはゲノムインプリンティングに必要不可欠である。

## 動物研究
Dnmt3aの発現は老齢マウスで低下しており、長期記憶形成の低下を引き起こす。
Dnmt3aをノックアウトしたマウスでは、造血幹細胞の自己複製に関係する多くの遺伝子が発現上昇しており、その一部では分化過程での適切な抑制がみられなくなる。このことは、造血幹細胞の分化が抑制され、代わりに自己複製的な細胞分裂が増加していることを示唆している。事実、Dnmt3aをノックアウトした造血幹細胞の分化は、自己複製に関与するβ-カテニンをコードするCtnb1をさらにノックダウンすることによって部分的にレスキューされることが判明している。

## 臨床的意義
この遺伝子はがんで頻繁に変異しており、がんゲノムアトラス（The Cancer Genome Atlas）プロジェクトで特定された127の高頻度変異遺伝子の中に含まれている。DNMT3Aの変異は急性骨髄性白血病（AML）で最も多くみられ、シーケンシングが行われた症例の25%以上で変異が生じている。最も高頻度で変異が生じているのはアルギニン882番残基で、この変異によってDNMT3Aは機能を喪失する。DNMT3Aの変異は全生存率の低さと関係しており、AML細胞が致死的な疾患を引き起こす能力に重要な影響を与えていることが示唆される。DNMT3Aに変異を有する細胞株ではトランスクリプトームに不安定性が生じ、変異を持たない同じ細胞株と比較してスプライシングのエラーがかなり多く生じている。この遺伝子の変異は、過成長を呈する疾患であるTatton-Brown-Rahman症候群とも関係している。

## 相互作用
DNMT3Aは次に挙げる因子と相互作用することが示されている。
- DNMT1[22]
- DNMT3B[22][23][24]
- HDAC1（英語版）[25]
- Myc[26]
- PIAS1（英語版）[23]
- PIAS2（英語版）[23]
- SUV39H1（英語版）[27]
- UBE2I（英語版）[23]
- ZNF238（英語版）[25]

## モデル生物
DNMT3Aの機能の研究にはモデル生物が利用されている。Dnmt3atm1a(KOMP)Wtsiと呼ばれるコンディショナルノックアウトマウス系統がWellcome Trust Sanger Instituteで作出されている。オスとメスのマウスに対し規格化された表現型スクリーニングが行われ、欠失の影響が決定されている。また、詳細な免疫学的な表現型決定も行われている。
| 特徴                                 | 表現型 |
| ------------------------------------ | ------ |
| All data available at.               |        |
| Insulin                              | Normal |
| Homozygous viability at P14          | Normal |
| Homozygous Fertility                 | Normal |
| Body weight                          | Normal |
| Neurological assessment              | Normal |
| Grip strength                        | Normal |
| Dysmorphology                        | Normal |
| Indirect calorimetry                 | Normal |
| Glucose tolerance test               | Normal |
| Auditory brainstem response          | Normal |
| DEXA                                 | Normal |
| Radiography                          | Normal |
| Eye morphology                       | Normal |
| Clinical chemistry                   | Normal |
| Haematology 16 Weeks                 | Normal |
| Peripheral blood leukocytes 16 Weeks | Normal |
| Salmonella infection                 | Normal |

## 関連文献
- “Initial assessment of human gene diversity and expression patterns based upon 83 million nucleotides of cDNA sequence”. Nature 377 (6547 Suppl):  3–174. (September 1995). PMID 7566098.
- “Normalization and subtraction: two approaches to facilitate gene discovery”. Genome Research 6 (9):  791–806. (September 1996). doi:10.1101/gr.6.9.791. PMID 8889548.
- “The human DNA methyltransferases (DNMTs) 1, 3a and 3b: coordinate mRNA expression in normal tissues and overexpression in tumors”. Nucleic Acids Research 27 (11):  2291–8. (June 1999). doi:10.1093/nar/27.11.2291. PMC 148793. PMID 10325416.
- “Dnmt3a binds deacetylases and is recruited by a sequence-specific repressor to silence transcription”. The EMBO Journal 20 (10):  2536–44. (May 2001). doi:10.1093/emboj/20.10.2536. PMC 125250. PMID 11350943.
- “Functional and physical interaction between the histone methyl transferase Suv39H1 and histone deacetylases”. Nucleic Acids Research 30 (2):  475–81. (January 2002). doi:10.1093/nar/30.2.475. PMC 99834. PMID 11788710.
- “Methyltransferase recruitment and DNA hypermethylation of target promoters by an oncogenic transcription factor”. Science 295 (5557):  1079–82. (February 2002). doi:10.1126/science.1065173. PMID 11834837.
- “Dnmt3L cooperates with the Dnmt3 family of de novo DNA methyltransferases to establish maternal imprints in mice”. Development 129 (8):  1983–93. (April 2002). PMID 11934864.
- “A novel Dnmt3a isoform produced from an alternative promoter localizes to euchromatin and its expression correlates with active de novo methylation”. The Journal of Biological Chemistry 277 (41):  38746–54. (October 2002). doi:10.1074/jbc.M205312200. PMID 12138111.
- “Co-operation and communication between the human maintenance and de novo DNA (cytosine-5) methyltransferases”. The EMBO Journal 21 (15):  4183–95. (August 2002). doi:10.1093/emboj/cdf401. PMC 126147. PMID 12145218.
- “The human DNA methyltransferases DNMT3A and DNMT3B have two types of promoters with different CpG contents”. Biochimica et Biophysica Acta 1577 (3):  457–65. (September 2002). doi:10.1016/S0167-4781(02)00482-7. PMID 12359337.
- “Dnmt3a and Dnmt1 functionally cooperate during de novo methylation of DNA”. European Journal of Biochemistry / FEBS 269 (20):  4981–4. (October 2002). doi:10.1046/j.1432-1033.2002.03198.x. PMID 12383256.
- “Identification and characterization of alternatively spliced variants of DNA methyltransferase 3a in mammalian cells”. Gene 298 (1):  91–9. (September 2002). doi:10.1016/S0378-1119(02)00976-9. PMID 12406579.
- “The DNA methyltransferase-like protein DNMT3L stimulates de novo methylation by Dnmt3a”. Proceedings of the National Academy of Sciences of the United States of America 99 (26):  16916–21. (December 2002). doi:10.1073/pnas.262443999. PMC 139244. PMID 12481029.
- “DNMT1 is required to maintain CpG methylation and aberrant gene silencing in human cancer cells”. Nature Genetics 33 (1):  61–5. (January 2003). doi:10.1038/ng1068. PMID 12496760.
- “The DNA methyltransferases associate with HP1 and the SUV39H1 histone methyltransferase”. Nucleic Acids Research 31 (9):  2305–12. (May 2003). doi:10.1093/nar/gkg332. PMC 154218. PMID 12711675.
- “Over-expression of DNA methyltransferases and CDKN2A gene methylation status in squamous cell carcinoma of the oral cavity”. International Journal of Oncology 22 (6):  1201–7. (June 2003). doi:10.3892/ijo.22.6.1201. PMID 12738984.
- “Modification of de novo DNA methyltransferase 3a (Dnmt3a) by SUMO-1 modulates its interaction with histone deacetylases (HDACs) and its capacity to repress transcription”. Nucleic Acids Research 32 (2):  598–610. (2004). doi:10.1093/nar/gkh195. PMC 373322. PMID 14752048.